# Passiflora coccinea
Passiflora coccinea är en passionsblomsväxtart som beskrevs av Jean Baptiste Christophe Fusée Aublet. Passiflora coccinea ingår i släktet passionsblommor, och familjen passionsblomsväxter. Inga underarter finns listade i Catalogue of Life.